# Lucão
Lucas Cavalcante Silva Afonso (Brasilia, Brasil, 23 de marzo de 1996), más conocido como Lucão, es un futbolista brasilero que juega como defensa. Actualmente milita en el América-MG del Campeonato Brasileño de Serie B.

## Selección nacional
Lucão ha sido internacional con la selección de Brasil en las categorías juveniles sub-15, sub-17, sub-20, sub-21 y sub-23.
Defendió a la selección de Brasil por primera vez con la categoría sub-17, fue parte del Campeonato Sudamericano en 2013. Disputó 8 partidos, lograron el tercer puesto y clasificaron a la Copa Mundial. Fue convocado para el Mundial en Emiratos Árabes Unidos, jugó 5 partidos pero quedaron eliminados en cuartos de final.
En el 2015, no fue convocado para el Campeonato Sudamericano Sub-20 de Uruguay. Pero le dieron una nueva oportunidad para defender la selección en la Copa Mundial de Nueva Zelanda. Llegaron a la final contra Serbia pero perdieron 2 a 1 en la prórroga. Lucão jugó los 7 partidos como titular.

### Participaciones en juveniles
| Competición                            | Sede                   | Resultado        | Partidos | Goles |
| -------------------------------------- | ---------------------- | ---------------- | -------- | ----- |
| Campeonato Sudamericano Sub-15 de 2011 | Uruguay                | Campeón          | ?        | 0     |
| Campeonato Sudamericano Sub-17 de 2013 | Argentina              | Tercer puesto    | 8        | 0     |
| Copa Mundial Sub-17 de 2013            | Emiratos Árabes Unidos | Cuartos de final | 5        | 0     |
| Copa Mundial Sub-20 de 2015            | Nueva Zelanda          | Subcampeón       | 7        | 0     |

## Estadísticas
Actualizado al 6 de febrero de 2020.
| São Paulo F. C. · Brasil | 1.ª           | 2013          | 1  | 0 | 0  | 0 | 0  | 0 | 1  | 0 | 2   | 0 |
| São Paulo F. C. · Brasil | 1.ª           | 2014          | 9  | 1 | 1  | 0 | 1  | 1 | 4  | 0 | 15  | 2 |
| São Paulo F. C. · Brasil | 1.ª           | 2015          | 25 | 0 | 12 | 0 | 5  | 0 | 5  | 0 | 47  | 0 |
| São Paulo F. C. · Brasil | 1.ª           | 2016          | 3  | 0 | 4  | 0 | 0  | 0 | 3  | 0 | 10  | 0 |
| São Paulo F. C. · Brasil | 1.ª           | 2017          | 6  | 0 | 3  | 0 | 0  | 0 | 2  | 0 | 11  | 0 |
| São Paulo F. C. · Brasil | Total club    | Total club    | 44 | 1 | 20 | 0 | 6  | 1 | 15 | 0 | 85  | 2 |
| Estoril Praia Portugal | 1.ª           | 2017-18       | 7  | 0 | —  | — | 1  | 0 | —  | — | 8   | 0 |
| Estoril Praia Portugal | Total club    | Total club    | 7  | 0 | 0  | 0 | 1  | 0 | 0  | 0 | 8   | 0 |
| Goiás E. C. · Brasil | 2.ª           | 2019          | 1  | 0 | —  | — | —  | — | —  | — | 1   | 0 |
| Goiás E. C. · Brasil | 2.ª           | 2020-21       | 0  | 0 | 3  | 0 | 1  | 0 | 0  | 0 | 4   | 0 |
| Goiás E. C. · Brasil | Total club    | Total club    | 1  | 0 | 3  | 0 | 1  | 0 | 0  | 0 | 5   | 0 |
| CSA · Brasil | 2.ª           | 2021          | 17 | 2 | —  | — | 10 | 0 | —  | — | 27  | 2 |
| CSA · Brasil | Total club    | Total club    | 17 | 2 | 0  | 0 | 10 | 0 | 0  | 0 | 27  | 2 |
| Total carrera | Total carrera | Total carrera | 52 | 3 | 23 | 0 | 8  | 1 | 15 | 0 | 127 | 4 |
| (1)Incluidos los datos de la Copa de Brasil (2014, 2015, 2020) y Copa de Portugal (2017-18) (2)Incluidos los datos de la Copa Suruga Bank (2013), Copa Sudamericana (2014, 2017) y Copa Libertadores (2015, 2016) |               |               |    |   |    |   |    |   |    |   |     |   |

## Palmarés

### Títulos internacionales
| Competición                    | Equipo              | Sede    | Año  |
| ------------------------------ | ------------------- | ------- | ---- |
| Campeonato Sudamericano Sub-15 | Selección de Brasil | Uruguay | 2011 |